# Gary C. White
Gary C. White (Winfield (Brits-Columbia), 27 mei 1937) is een Canadees componist, muziekpedagoog en dirigent.

## Levensloop
White studeerde tot 1963 aan de Universiteit van Kansas in Lawrence. Later ging hij aan de Michigan State University (MSU) in East Lansing, Michigan en promoveerde daar in 1969 tot Ph. D.. Hij werd als professor aan de Staatsuniversiteit van Iowa in Ames, Iowa, beroepen. Als hoofd van de afdelingen compositie, muziektheorie en het studio voor elektronische muziek heeft hij veel voor de ontwikkeling van de muzikale cultuur in deze regio gedaan en richtte het computer music studio in de universiteit op. Hij schreef succesrijke boeken, die international gewaardeerd zijn. Vooral zijn Music First! en zijn Instrumental Arranging zijn tot bestsellers gegroeid. In 1994 ging hij met pensioen, maar als professor emeritus leert hij nog verder aan de Iowa State University.
Als componist schreef hij meer dan vijftig werken. Hij heeft prijzen en onderscheidingen gekregen, onder andere de University of California Berkeley Medal van de University of California in Berkeley, hij werd geëerd als National Arts Associate van de universitaire broederschap Sigma Alpha Iota, kreeg een MacDowell Colony Fellowship, ontving de Toon van Balkom Prize en de Shenandoah/Percussion Plus Prize.

## Compositie

### Werken voor harmonieorkest
- 1979 Chronovisions
- 1985 Somerset - Rhapsody on Three British Folk Tunes
- 1986 American Voices
- 1987 Circle Dance
- Afton Water
- Homage

### Werken voor koor
- Epiphany Carol, voor gemengd koor en handbellen

### Kamermuziek
- Soundings, voor trompetensemble

### Werken voor beiaard
- Reflections

### Elektronische muziek
- Asteroids

## Publicaties
- Gary C. White en Bruce Benward: Harmonic Dimension. William C Brown Pub, 1991. 523 p. ISBN 0697033872
- Gary C. White en Bruce Benward: Music in Theory and Practice. William C Brown Pub; 6th edition, 1999. ISBN 0697353753
- Gary C. White: Music First! - An Introduction to the Fundamentals of Music and Music Reading. McGraw-Hill Companies, 4th edition, 2006. 234 p. ISBN 0072823283
- Gary C. White: Instrumental Arranging. McGraw-Hill Humanities, 1 edition, 1996. 448 p. ISBN 0697354326
- Gary C. White, David Stuart en Elyn Aviva: Music in Our World - An Active-Listening Approach. McGraw-Hill Humanities, 1 edition, 2000. 416 p. ISBN 0070272123

- Bibliothèque nationale de France: cb161313376 (data)
- Gemeinsame Normdatei: 1223124932
- Library of Congress Control Number: n83177451
- Virtual International Authority File: 100345065
- WorldCat: E39PBJktt4Y4F6q8wGFpcfycfq